# ロビン・ホルコム
ロビン・ホルコム（Robin Holcomb、1954年 - ）は、アヴァンギャルド・ジャズ、クラシック音楽、およびフォーク・ミュージックを組み合わせた音楽を演奏するアメリカのシンガーソングライターにしてピアニスト。
「ニューヨーク・タイムズ」紙は、彼女の音楽を「カントリーロック、ミニマリズム、南北戦争の歌、バプテストの賛美歌、アパラチア民謡、チャールズ・アイヴズのポリトーナル・ミュージックといった多くのジャンルの隙間から生まれた、新しいアメリカのリージョナリズムである。結果として得られる音楽はシェーカーのキルトと同じくらいエレガントでシンプルで、さほど美しいものではない」と表現した。いろいろな音楽の折衷的な作品群を作り出しているにもかかわらず、彼女は「ジャンル・マッシュ」を「意図的に」しようとしてはいないと言っている。「……それは空気中にあるものだからこそ起こるものです。私は賛美歌のようなハーモニーに幾度も惹かれてきました。子どもの頃は南北戦争の歌に魅了されていました。それらのことを呼び戻しているのでしょう」。彼女は自分のスタイルを「ミニマリストではないミニマリズム……私は詩を書くとき、まずたくさんのものを呼び起こし、そこから受け取り手に点をつなげさせるみたいに、彼ら自身の経験に関連付けるように言葉の数を最小限にしていくのです。それは音楽でも同じです」と説明している。
ホルコムは、ニューヨークでプロとしての演奏を始めた。彼女の将来の夫となるウェイン・ホーヴィッツ、そしてジョン・ゾーン、エリオット・シャープ、そしてユージン・チャドボーンらと組んでいた。その時期の彼女の作品は、1988年のアルバム『Larks, They Crazy』に記録されている。その後のアルバムでは、さらに作曲に焦点を当てるようになっていった。

## ディスコグラフィ

### ソロ・アルバム
- Larks, They Crazy (1989年、Sound Aspects)
- 『ロビン・ホルコム』 - Robin Holcomb (1990年、Elektra)
- Rockabye (1992年、Elektra)
- 『リトル・スリー』 - Little Three (1996年、Nonesuch)
- The Big Time (2002年、Nonesuch)
- John Brown's Body (2006年、Tzadik)

### リーダー・アルバム
- Todos Santos (1988年、Sound Aspects) ※ホルコム作品をウェイン・ホーヴィッツ、ブッチ・モリス、ロバート・プレヴァイト、ダグ・ワイゼルマン、ビル・フリゼールが演奏
- Solos (2004年、Songlines Recordings) ※ホルコムとウェイン・ホーヴィッツのソロ演奏集
- Point of It All (2010年、Songlines Recordings) ※with Talking Pictures、ウェイン・ホーヴィッツ